# 엘 토포
《엘 토포》(The Gopher, El Topo)는 멕시코에서 제작된 알레한드로 조도로프스키 감독의 1970년 서부 영화이다. 알레한드로 조도로프스키 등이 주연으로 출연하였다.

## 줄거리
엘 토포는 벌거벗은 어린 아들 히조와 함께 말을 타고 사막을 여행하고 있다. 사람, 말, 가축이 학살된 마을을 발견한 후 엘 토포는 가해자와 그들의 지도자인 뚱뚱한 대머리 대령을 사냥하고 죽이다. 엘 토포는 자신의 아들을 정착지의 수도승들에게 맡기고 대령이 노예로 삼았던 여자와 함께 떠난다. 엘 토포는 쓴 물을 나뭇가지로 휘저어 달게 만든 뒤 그 여자의 이름을 마라라고 지었다. 음식과 물이 필요한 엘 토포는 마라의 발을 벌리고 그 아래의 모래에서 알을 파낸 다음 기도를 한 다음 바위를 쏘고 물을 방출한다. 마라가 이와 동일한 기술을 시도했을 때 그녀는 아무것도 나오지 않고 엘 토포의 믿음이 부족한 것 같다. 엘 토포가 옷을 찢고 강간한 것으로 보이는 후 마라는 즉시 계란과 물을 찾을 수 있게 된다. 그녀는 엘 토포에게 그가 사막의 네 명의 위대한 총잡이 마스터를 물리쳐 자신이 최고의 총잡이임을 증명하지 않는 한 그의 사랑을 돌려주지 않을 것이라고 말한다. 각 총잡이 마스터는 특정 종교나 철학을 대표하며 엘 토포는 결투를 시작하기 전에 이들 각각으로부터 배운다. 엘 토포는 뛰어난 실력이 아니라 속임수나 행운을 통해 매번 승리한다.
첫 번째 결투가 끝난 뒤, 남자의 목소리로 말하는 검은 옷을 입은 여자가 두 사람을 찾아 남아 있는 총잡이들에게 안내한다. 그가 각 마스터를 죽이면서 엘 토포는 그의 임무에 대해 점점 더 의심을 가지게 되지만 마라는 그를 계속 설득한다. 엘 토포가 그를 죽일 수 있기 전에 마지막 총기 마스터가 자살하여 엘 토포를 능가한 후 엘 토포는 죄책감에 휩싸이고 자신의 총을 파괴하고 그가 마스터를 죽인 장소를 다시 방문하여 불에 타거나 기하학적인 물체나 벌 떼가 있다. 이름이 알려지지 않은 여성은 엘 토포와 맞서며 성흔 방식으로 그를 여러 번 쏜다. 마라는 여자와 함께 차를 타고 떠나고, 엘 토포는 쓰러져 기형의 사람들에게 끌려가게 된다.
엘 토포는 수년 후 동굴에서 깨어나 변형된 버림받은 부족이 그를 돌보고 그가 잠 들어 총잡이의 "네 가지 교훈"을 묵상하는 동안 그를 신과 같은 인물로 여기게 된 것을 발견한다. 추방자들은 막힌 동굴 시스템에 거주한다. 유일한 출구는 그들의 기형으로 인해 도달할 수 없는 곳이다. 엘 토포가 깨어나자 그는 "다시 태어나" 버림받은 사람들의 탈출을 돕기로 결정한다. 그는 출구에 도달할 수 있고 그의 연인이 된 난쟁이 소녀와 함께 이웃 마을의 타락한 이교도들을 위해 공연하여 버림받은 사람들이 효과적으로 산 한쪽에 터널을 파는 것을 돕기 위해 다이너마이트를 위한 돈을 모금한다.
이제 젊은 승려가 된 히조는 새 신부가 되기 위해 마을에 도착했지만, 특히 섭리의 눈의 기본 선 그림을 자주 표시하는 것으로 상징되는 이교도들이 실천하는 종교와 총에 대한 폭력적인 집착에 혐오감을 느낀다. 교회의 "의식"부터 영화의 피비린내 나는 클라이막스까지 말이다. 엘 토포의 외모의 큰 변화에도 불구하고 히조는 그를 알아보고 그 자리에서 그를 죽이려고 하지만 버림받은 사람들을 구출하는 데 성공할 때까지 기다리기로 동의한다. 이제 아버지의 검은 총잡이 옷을 입은 히조는 프로젝트가 진행되는 동안 참을성이 없어져 엘 토포와 함께 일하여 그가 그를 죽일 순간을 서두르기 시작한다. 히조가 터널 완성을 포기할 준비가 된 시점에 엘 토포가 동굴로 침입한다. 터널은 완성되었지만 히조는 자신의 아버지를 죽일 수 없다는 것을 알게 된다.
추방자들은 쏟아져 나오지만 마을에 들어가자 이교도들에 의해 격추된다. 엘 토포는 공동체가 학살당하는 것을 무기력하게 목격하고 총에 맞아 죽는다. 그는 상처를 치유하면서 마을을 학살하고 등불을 들고 분신한다. 그의 애인은 동시에 아이를 낳고, 그녀와 그의 아들은 그의 유해를 위해 무덤을 만든다. 이곳은 총잡이의 무덤 같은 벌집이 된다.
엘 토포의 아들은 아버지의 애인과 아이를 데리고 말을 타고 떠난다.

## 출연

### 주연
- 알레한드로 조도로프스키

### 조연
- 브론티스 조도로브스키
- 조시 레가레타
- 알폰소 아라우
- 호세 루이스 페르난데즈
- 알프 준코

## 기타
- 미술: 알레한드로 조도로프스키
- 의상: 알레한드로 조도로프스키